# Список об'єктів Світової спадщини ЮНЕСКО в Сербії
У списку об'єктів Світової спадщини ЮНЕСКО в Сербії налічується 4 найменування (станом на 2015 рік).
Всі об'єкти, що внесені до списку, внесені як культурні об'єкти. Два об'єкти списку являють собою шедевр людського генія (критерій i). Православні монастирі в Косові, що складається з 3 православних монастирів і однієї церкви, спочатку був внесений до списку як Монастир Високі Дечани (2004 рік), однак в 2006 році був розширений.
У цій таблиці об'єкти розташовані у хронологічному порядку їх додавання до списку Світової спадщини ЮНЕСКО.
Кольорами у списку позначено:

## Список
| № | Зображення | Назва | Розташування                                                          | Час створення    | Рік внесення до списку | №                                                  | Критерії      |
| - | ---------- | --- | --------------------------------------------------------------------- | ---------------- | ---------------------- | -------------------------------------------------- | ------------- |
| 1 |            | Давнє місто Старі-Рас і Монастир Сопочани (серб. Стари Рас и Манастир Сопоћани) | найближче місто Нові-Пазар                                            | XIII століття    | 1979                   | 96 [Архівовано 11 липня 2017 у Wayback Machine.]   | i, iii        |
| 2 |            | Монастир Студениця (серб. Манастир Студеница) | найближче місто Кралево                                               | 1190             | 1986                   | 389 [Архівовано 11 липня 2017 у Wayback Machine.]  | i, ii, iv, vi |
| 3 |            | Православні монастирі в Косово: • Монастир Високі Дечани • Монастир Грачаніца • Монастир Печського патріархату • Церква Богородиця Левішка (серб. Средњовековни споменици на Косову)     | найближче місто Печ                                                   | XII—XIV століття | 2004, 2006             | 724 [Архівовано 11 липня 2017 у Wayback Machine.]  | ii, iii, iv   |
| 4 |            | Палац Галерія «Гамзіград-Ромуліана» (серб. Палата Галерија «Гамзиград-Ромулиана») | найближче місто Зайєчар                                               | III—IV століття  | 2007                   | 1253 [Архівовано 11 липня 2017 у Wayback Machine.] | iii, iv       |
| 5 |            | Стечки — середньовічні надгробні кладовища (англ. Stećci Medieval Tombstone Graveyards) * Мрамор'є, Перучац, Баїна Башта * Мраморе, Раштиште, Байна-Башта * Грчко гробле, Хрта, Прієполє | Сербія (спільно з Боснією і Герцеговиною , Хорватією та Чорногорією ) | XII—XVI століття | 2016                   | 1504                                               | iii, vi       |

### Географічне розташування об'єктів
| Старі Рас Монастир Студениця Православні монастирі в Косово Гамзіград-Ромуліанаclass=notpageimage\| Об'єкти Світової спадщини на мапі Сербії |

## Попередній список
У таблиці об'єкти розташовані в порядку їх додавання до попереднього списку. У цьому переліку вказані об'єкти, запропоновані урядом Сербії як кандидати на занесення до списку Всесвітньої спадщини.
| №  | Зображення | Назва                                                                           | Розташування                                                                                      | Час створення    | Рік внесення до списку | №                                                     | Критерії        |
| -- | ---------- | ------------------------------------------------------------------------------- | ------------------------------------------------------------------------------------------------- | ---------------- | ---------------------- | ----------------------------------------------------- | --------------- |
| 1  |            | Національний парк Джердап (серб. Национални парк Ђердап)                        | Найближче місто: Доні-Мілановац Округ: Борський                                                   | —                | 2002                   | 1963 [Архівовано 16 грудня 2020 у Wayback Machine.]   | vii, x          |
| 2  |            | Деліблатські піски (серб. Делиблатска пешчара)                                  | Найближче поселення: Деліблато Округи: Південно-Банатський, невелика частина Середньо-Банатського | —                | 2002                   | 1965 [Архівовано 6 листопада 2012 у Wayback Machine.] | vii, ix, x      |
| 3  |            | Національний парк Шар-Планина (серб. Национални парк Шар-планина)               | Найближче місто: Призрен Округ: Призренський, Автономний край Косово і Метохія                    | —                | 2002                   | 1967 [Архівовано 28 серпня 2013 у Wayback Machine.]   | vii, x          |
| 4  |            | Національний парк Тара (серб. Национални парк Тара)                             | Найближче місто: Баїна-Башта Округ: Златиборський                                                 | —                | 2002                   | 1968 [Архівовано 11 липня 2014 у Wayback Machine.]    | x               |
| 5  |            | Гірське формування «Місто Диявола», (Джаволя Варош, серб. Ђавоља варош)         | Найближче місто: Куршумлія Округ: Топличський                                                     | —                | 2002                   | 1700 [Архівовано 13 вересня 2013 у Wayback Machine.]  | vii             |
| 6  |            | Монастир Манасія (серб. Манастир Манасија)                                      | Найближче місто: Деспотовац Округ: Поморавський                                                   | XV століття      | 2010                   | 5536 [Архівовано 21 травня 2021 у Wayback Machine.]   | i, ii, iv, vi   |
| 7  |            | Неготинські пивниці (серб. Неготинске пивнице)                                  | Місто: Неготин Округ: Борський                                                                    | XIX століття     | 2010                   | 5537 [Архівовано 3 листопада 2013 у Wayback Machine.] | iii, iv, v, vii |
| 8  |            | Смедеревська фортеця (серб. Смедеревска тврђава)                                | Місто: Смедерево Округ: Подунайський                                                              | XV століття      | 2010                   | 5538 [Архівовано 22 вересня 2017 у Wayback Machine.]  | iv, v           |
| 9  |            | Юстиніана Прима (серб. Царичин град)                                            | Найближче місто: Лесковац Округ: Ябланичський                                                     | 530              | 2010                   | 5539 [Архівовано 31 травня 2019 у Wayback Machine.]   | ii, iii         |
| 10 |            | Історичні пам'ятки міста Бач та околиці (серб. Историјско место Бача и околини) | Округ: Південно-Бачський                                                                          | З XII століття   | 2010                   | 5540 [Архівовано 28 лютого 2018 у Wayback Machine.]   | iv, v, vi, ix   |
| 11 |            | Середньовічні могили («стечки») (серб. Стећци)                                  | Округ: Златиборський                                                                              | XII—XVI століття | 2011 рік               | 5619 [Архівовано 6 листопада 2012 у Wayback Machine.] | ii, iii, vi     |